# ITU 601
ITU 601 o CCIR 601 és la primera normativa sobre la televisió digital, que s'encarrega del mostreig del senyal. Aquest estàndard tècnic va ser formalitzat per la Unió Internacional de Telecomunicacions (ITU) als anys 80. La norma recomana que sigui utilitzada com a base pels estudis de televisió a països que utilitzin un sistema de 525 línies (NTSC) y 625 línies (PAL). El principal avantatge que suposa l'ús de la normativa és l'apropament global que permet el desenvolupament d'equips amb característiques comunes, i per tant, un intercanvi internacional de tecnologies.

## Definició dels senyals digitals Y, Cr, Cb a partir de les analògiques Er’, Eg’ i Eb’
La codificació digital ha d'estar basada en l'ús de la component de luminància i les dues components de diferència de color (crominància). L'espai de color que generen les components Y, Cb i Cr és molt similar al que s'utilitza al sistema PAL amb la diferència que els coeficients que ponderen els senyals, fan que les components tinguin la mateixa amplitud pic a pic. Els passos necessaris per obtenir les components Y, Cb i Cr són els que es descriuen als següents apartats.

### Construcció dels senyals de luminància Ey’ i de diferència de color (Er’ -Ey’) i (Eb’ - Ey’)
```
Ey' = 0,299•Er' + 0,587•Eg' + 0,114•Eb'
```

On la prima indica que s'ha efectuat la correcció gamma.
```
(Er' - Ey') = Er' - 0,299•Er' - 0,587•Eg' - 0,114•Eb' = 0,701•Er' - 0,587•Eg' - 0,114•Eb'
```

```
(Eb' - Ey') = Eb' - 0,299•Er' - 0,587•Eg' - 0,114•Eb' =-0,299•Er' - 0,587•Eg' + 0,866•Eb'
```

Podem representar els valor normalitzats a la unitat a la següent taula:
| Condició | Er' | Eg' | Eb' | Ey'   | Er'-Ey' | Eb'-Ey' |
| -------- | --- | --- | --- | ----- | ------- | ------- |
| Blanc    | 1,0 | 1,0 | 1,0 | 1,0   | 0       | 0       |
| Negre    | 0   | 0   | 0   | 0     | 0       | 0       |
| Vermell  | 1,0 | 0   | 0   | 0,299 | 0,701   | -0,299  |
| Blau     | 0   | 0   | 1,0 | 0,114 | -0,114  | 0,886   |
| Groc     | 1,0 | 1,0 | 0   | 0,886 | 0,114   | -0,886  |
| Cian     | 0   | 1,0 | 1,0 | 0,701 | -0,701  | 0,299   |
| Magenta  | 1,0 | 0   | 1,0 | 0,413 | 0,587   | -0,587  |

### Construcció de senyals de diferència de color renormalitzats (Ecr’ i Ecb’)
Mentre que els valors d'Ey’ tenen un rang [0 1] Volts, els senyals (Er’ - Ey’) tenen un rang que va de [-0,701 a +0,701] i (Eb’ - Ey’) de [-0,886 a +0,886]. Per restaurar l'excursió del senyal de diferència de color a la unitat, els coeficients es calculen de la següent forma:
```
Kr = 0,5 / 0,771 = 0,713; Kb = 0,5 / 0,886 = 0,564
```

Llavors, n'hi ha prou amb multiplicar pels coeficients K:
```
Ecr' = 0,713(Er'-Ey') = 0,500•Er' - 0,419•Eg' - 0,081•Eb'
Ecb' = 0,564(Eb' - Ey') = -0,169•Er' - 0,331•Eg' + 0,500•Eb'
```

Obtenint Ecr’ i Ecb’ com els senyals renormalitzats de diferència de color vermell i blau.

### Conversió A/D (Analògica/Digital)
Per realitzar la conversió A/D, s'ha de prendre una freqüència de mostreig que ens permeti compatibilitzar l'intercanvi de continguts entre els sistemes Europeu (PAL) i Americà (NTSC). S'ha pres una freqüència de mostreig (Fm(Y)) que és múltiple (143) del mínim comú múltiple de la freqüència de línia d'ambdós estàndards (16.625 Hz i 15.734,26573 Hz) que té com a resultat 2,25 MHz. A més, perquè es compleixi el criteri de Nyquist, s'ha pres sis vegades la freqüència donada per a la component de luminància (Fm(Y) = 13,5 MHz) i tres vegades per a les de crominància (Fm(Cr,Cb) = 6,75 MHz).
Els senyals de crominància poden ser mostrejats a menor resolució que el de luminància. La normativa dona dos patrons per al submostreig de la croma:
- 4:4:4: resolució total de color. També aplicable al format RGB.
- 4:2:2: per a cada 4 mostres de luminància hi ha 2 mostres de cada component de croma, és a dir, la luma conserva el total de l'amplada de banda i les components de croma són escalades a la meitat de la seva resolució. És un patró de mostratge adient per la majoria d'aplicacions i permet estalviar amplada de banda.

### Quantificació
En el cas de quantificació uniforme binaria de 8 bits, {\displaystyle 2^{8}} nivells (=256), per als mateixos nivells de quantificació, obtenim un rang de nombres binaris que va de 0000 0000 al 1111 1111 (00 FF en notació hexadecimal), equivalent a 0 255 en notació decimal.
Per al sistema 4:2:2, el nivell 0 i el nivell 255 estan reservats per a dades de sincronisme, mentre que els nivells 1 al 254 estan disponibles pel video.
Atès que el senyal de luminància ocupa únicament 220 nivells, per a proveir de marges de treball, i que el nivell negre és el nivell 16, el valor decimal de la luminància, Ys, previ a la quantificació és:
```
Ys = 219•Ey' + 16
```

El nivell corresponent al valor després de la quantificació, és un valor sencer proper a Ys.
De manera similar, atès que el senyal de diferència de color ocupa 255 nivells i que el nivell 0 es converteix en el nivell 128, el valor decimal del senyal diferència de color, Crs i Cbs, previs a la quantificació són:
```
Crs = 224[0,713(Er' - Ey')] + 128
Cbs = 224[0,564(Eb' - Ey')] + 128
```

I de forma simplificada:
```
Crs = 160(Er' - Ey') + 128
Cbs = 126(Eb' - Ey') + 128
```

El nivell corresponent al valor després de la quanificació, és un valor sencer proper a Crs i Cbs. Els equivalents digitals s'anomenen Y, Cr i Cb.
A causa de la necessitat de crear marges de seguretat pels senyals Y, Cb i Cr, i que aquests tenen un rang de valors de 220, 225, 225 respectivament, es conclou que el nombre de colors representats a l'espai de color Y, Cb, Cr és menor que el de R,G,B.
```
Nº Colors RGB(8 bits/m) = 256x256x256 = 16.777.216 colors
Nº Colors YCbCr(8 bits/m) = 220x225x225 = 11.137.500 colors
```

A més, s'ha de tenir en compte que no tots els 11 milions de valors són vàlids, ja que es poden obtenir valors negatius de R,G,B. Aquest efecte es denomina error de gamut en RGB.

### Construcció de Y, Cr, Cb quantificant Er’, Eg’ i Eb’
En el cas on les components són directament derivades de les components del senyal gamma precorregides Er’, Eg’, Eb’ o directament generades de forma digital, la quantificació i codificació ha de ser equivalent a:
```
Erd'(en format digital) = int(219•Er') + 16
Egd'(en format digital) = int(219•Eg') + 16
Ebd'(en format digital) = int(219•Eb') + 16
```

Llavors,
```
Y = (77/256)•Erd' + (150/256)•Egd' + (29/256)•Ebd'
Cr = (131/256)•Erd' - (110/256)•Egd' - (21/256)•Ebd' + 128
Cb = -(44/256)•Erd' - (87/256)•Egd' + (131/256)•Ebd' + 128
```

Prenent els coeficients sencers més propers, basant-se en 256. Per obtenir les components 4:2:2 Y, Cr, Cb, filtrant pas-baix i submostrejant han de complir el 4:4:4 Cr, Cb.

### Limitació dels senyals Y, Cr i Cb
La codificació digital en forma de senyals Y, Cr i Cb, pot representar una gamma de valors de senyals major de les que poden ser soportades pels corresponents rangs de senyals R, G i B. D'aquesta forma, quan el senyal es converteix a RGB poden resultar valors fora del rang de definició. Llavors és convenient limitar els valors de Y, Cr, Cb per evitar problemes.

### Definició espacial
La proporció utilitzada més comú de la ITU 601 és la resolució 720x576 per vídeo PAL i 720x480 per NTSC. Aquesta resolució s'aconsegueix mostrejant a la freqüència de 13.5 MHz a través de les línies horitzontals. El nombre de files està relacionat amb el sistema analògic de partida. Les longituds de les línies pels sistemes PAL i NTSC de televisió són actualment 52 µs i 52.666 µs respectivament.
La següent taula mostra la relació dels formats utilitzats segons el sistema analògic i la resolució emprats, amb la corresponent relació d'aspecte i forma del video de sortida:

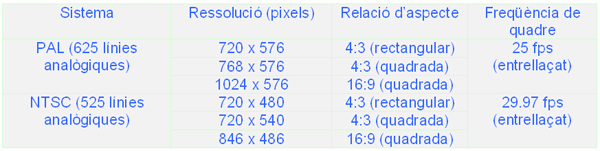
Definicions espacials

### Aplicacions
L'aplicació més coneguda en la ITU 601 és probablement el DVD-video, on les definicions espacials de 720x480 i 720x576 són les estàndards, encara que les implementacions de la conversió inversa al senyal analògic depèn del reproductor i pot no seguir les especificacions de la ITU.
El format DV és el més utilitzat per les càmeres digitals de definició estàndard (SD). Utilitza la resolució recomanada de 720x480/576. Quan s'utilitza aquest format com a font de video per a altres formats es respecta les especificacions de la ITU 601.
Un dels principals avantatges de la ITU 601 amb relació a la resolució és que permet escalar video a 16:9, video d'Alta Definició. Mentre que 640 pixels per línia permeten una correcta reproducció pels estàndards PAL i NTSC, el 80 pixels addicionals permeten imatges més amples, que es poden mostrar als monitors d'alta definició. Degut a les limitacions d'amplada de banda, els connectors dissenyats per la transmissió de vídeo amb relació d'aspecte 4:3 (Video Compost i S-Video) no són una bona opció per transmetre en alta definició.